# Axel Guttmann
Axel Guttmann (* 27. September 1944 in Krems; † 28. Oktober 2001 in Berlin) war ein deutscher Bauunternehmer und Sammler antiker Waffen.

## Leben

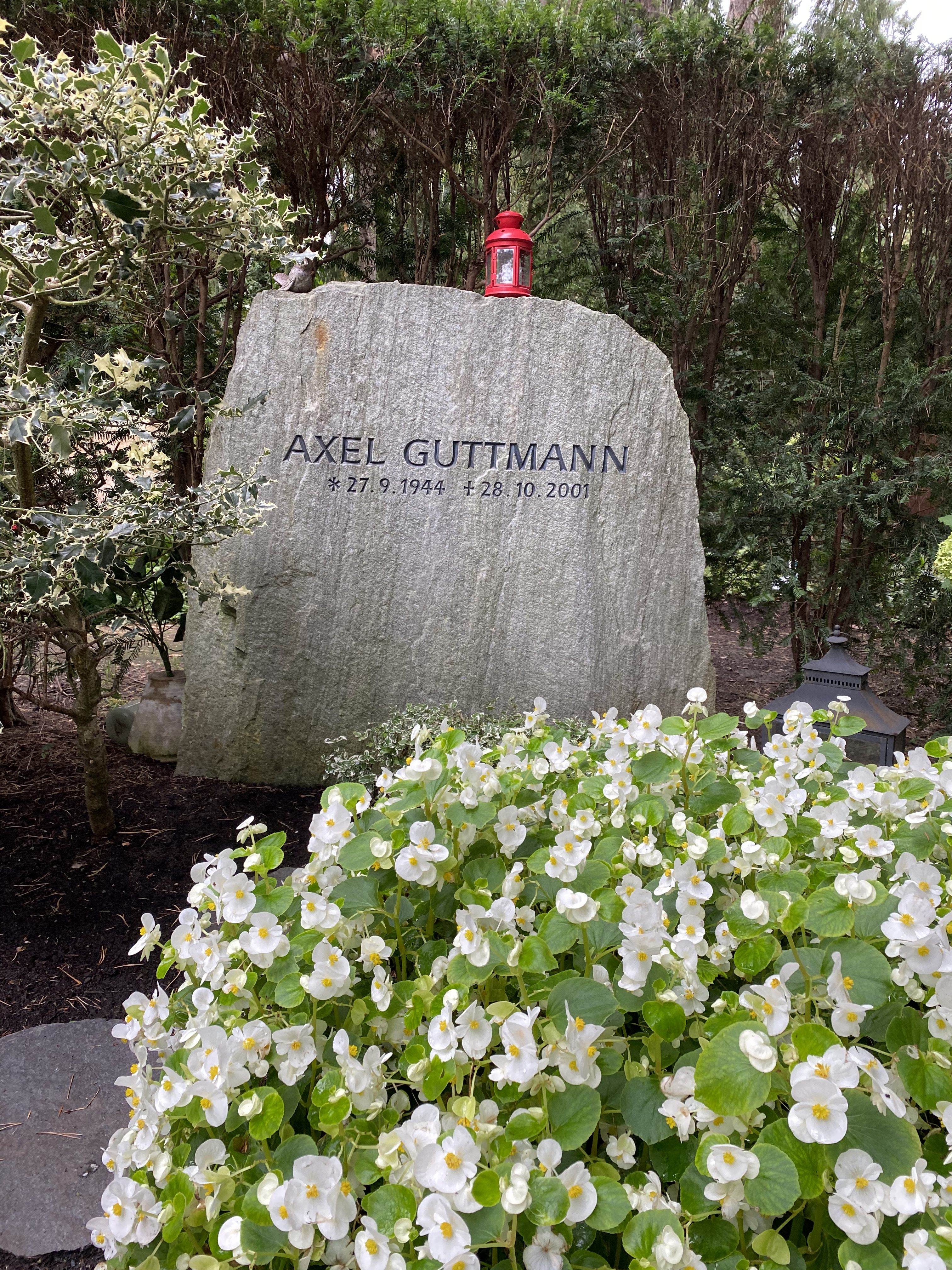
Grabstätte Axel Guttmann

Axel Guttmann arbeitete nach seiner Ausbildung zum Industriekaufmann für die Klingbeil-Gruppe, deren geschäftsführender Gesellschafter er seit 1978 war. Hier lernte er bei Karsten Klingbeil. 1993 übernahm er dieselben Funktion bei der Trigon-Unternehmensgruppe, der Nachfolgefirma nach Klingbeils Rückzug ins Privatleben, und verblieb dort bis zu seinem Tod. Mit der Trigon-Unternehmensgruppe widmete sich Guttmann mit seinem Geschäftspartner Klaus Grönke insbesondere dem Bauträgergeschäft beim Aufbau Berlins und der Neuen Bundesländer nach der Deutschen Wiedervereinigung. 1994 geriet das Unternehmen in massive Schieflage, nachdem es sich bei der Übernahme von 27 Interhotels der früheren DDR von der Treuhand übernommen hatte und fünf bis sechs Milliarden D-Mark Schulden anhäufte, da der angestrebte Weiterverkauf der Häuser abgesehen von vier Häusern nicht zustande kam. Neben der allgemeinen wirtschaftlichen Lage waren dabei auch Restitutionsansprüche ausschlaggebend für die Fehlinvestition. Bis zur Insolvenz sollen Guttman und Grönke ein Vermögen von bis zu 500 Millionen D-Mark angehäuft haben. Ihnen gehörte ein Privatflugzeug und Anteile des privaten Radiosenders Hundert,6. Zu seinen Freunden gehörte Hundert,6-Geschäftsführer Georg Gafron. Pleite ging Trigon jedoch nicht, da die Banken eine Pleite fürchteten und deshalb die Unternehmensgruppe stützten.
Guttmann baute seit 1982 eine namhafte private Kunstsammlung auf, zu der neben Plastiken und anderen Kunstwerken insbesondere altorientalische, antike und historische europäische Waffen gehörten. Was 1982 mit einem römischen Bronzehelm begann, war 1993 schon eine 1200 Stücke umfassende Sammlung – darunter 174 Helme –, die der Sammler im oberen Geschoss seiner Villa in Berlin-Dahlem aufbewahrte. Von Beginn an arbeitete er mit dem Restaurator Hermann Born zusammen, der auch die Herausgabe der Publikationsreihe Sammlung Axel Guttmann besorgte, die, ohne komplett aufgearbeitet zu sein, nach zehn Jahren bei Guttmanns Tod 2001 neun Bände umfasste. Der Schwerpunkt der Sammlung Guttmanns lag auf assyrischen, urartäischen, frühgriechischen, keltiberischen, kampanisch-apulischen und römischen Stücken. Der Großteil der Sammlung stammte aus dem internationalen Kunsthandel, womit die Provenienz der Stücke meist nicht mehr zu eruieren war. Auch kaufte Guttmann zum Teil Stücke, die wohl aus illegalen Raubgrabungen vor allem aus Südosteuropa stammten, da er der Meinung war, dass die Stücke damit immerhin der Forschung nicht entzogen würden. Von Beginn an machte er seine Sammlung auch der Forschung zugänglich. Auch verlieh er immer wieder Stücke für Ausstellungen. Er unterstützte auch wissenschaftliche Forschungen zur antiken Waffen- und Militärtechnik sowie der Militärgeschichte.
Guttmann verstarb nach kurzer, schwerer Krankheit und wurde auf dem Berliner Waldfriedhof Dahlem (Feld 002-84) beigesetzt. Seine Sammlung wurde 2002 und 2004 verkauft. Er war zweimal verheiratet und hinterließ eine Frau.

## Belege
1. ↑  Leichen im Keller
2. ↑  Axel Guttmann ist tot

| Personendaten    | Personendaten                                       |
| ---------------- | --------------------------------------------------- |
| NAME             | Guttmann, Axel                                      |
| KURZBESCHREIBUNG | deutscher Bauunternehmer und Sammler antiker Waffen |
| GEBURTSDATUM     | 27. September 1944                                  |
| GEBURTSORT       | Krems                                               |
| STERBEDATUM      | 28. Oktober 2001                                    |
| STERBEORT        | Berlin                                              |